# Quinte augmentée

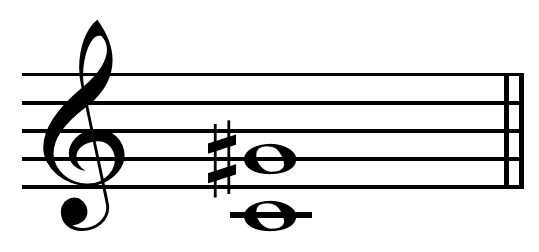
Une quinte augmentée do-sol dièse.

En musique, une quinte augmentée est un intervalle de quinte juste augmenté d'un demi-ton chromatique, soit quatre tons. Dans un tempérament égal à douze demi-tons (gamme tempérée), la quinte augmentée est l'équivalent enharmonique de la sixte mineure. Elle est utilisée dans l'accord de quinte augmentée.